# Oblast Blagoewgrad
Die Oblast Blagoewgrad (bulgarisch Област Благоевград) ist eine Oblast im Südwesten Bulgariens. Sie grenzt an Griechenland und Nordmazedonien und liegt am Fluss Struma, der eine Verbindung zwischen Bulgarien und Griechenland darstellt. Die Oblast gehört zu dem weiter gefassten Gebiet Makedonien und wird daher auch als Pirin-Makedonien bezeichnet. Die größte Stadt der Oblast ist das gleichnamige Blagoewgrad. In der Oblast liegt der Nationalpark Pirin.

## Bevölkerung
In der Oblast (Bezirk bzw. Region) Blagoewgrad lebten bei der 2011 durchgeführten Volkszählung 323.552 Einwohner. Davon bezeichnen sich 88,5 % als Bulgaren, 6,0 % als Türken und 3,4 % als Roma. Dem religiösen Bekenntnis zufolge sind 60,9 Christen und 12,6 % Muslime (mehrheitlich Pomaken). 2019 betrug die Bevölkerung laut einer Schätzung noch 302.694 Einwohner.
Die Bevölkerung der Region bezeichnet sich als Makedonier, als regionale Bezeichnung.

## Verwaltungsgliederung

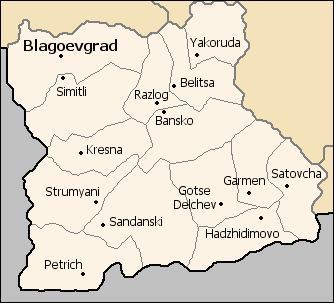
Gemeindegliederung der Oblast Blagoewgrad

Die Oblast Blagoewgrad gliedert sich in 14 Gemeinden:
| - Gemeinde Bansko - Gemeinde Beliza - Gemeinde Blagoewgrad - Gemeinde Garmen - Gemeinde Goze Deltschew - Gemeinde Kresna - Gemeinde Petritsch | - Gemeinde Raslog - Gemeinde Sandanski - Gemeinde Satowtscha - Gemeinde Simitli - Gemeinde Strumjani - Gemeinde Chadschidimowo - Gemeinde Jakoruda |

## Städte
| Stadt          | Bulgarischer Name | Einwohner (31. Dezember 2022) |
| -------------- | ----------------- | ----------------------------- |
| Blagoewgrad    | Благоевград       | 62.524                        |
| Petritsch      | Петрич            | 26.093                        |
| Sandanski      | Сандански         | 23.844                        |
| Goze Deltschew | Гоце Делчев       | 17.726                        |
| Raslog         | Разлог            | 11.097                        |
| Bansko         | Банско            | 9.220                         |
| Simitli        | Симитли           | 6.218                         |
| Jakoruda       | Якоруда           | 4.789                         |
| Kresna         | Кресна            | 2.897                         |
| Beliza         | Белица            | 2.959                         |
| Dobrinischte   | Добринище         | 2.561                         |
| Chadschidimowo | Хаджидимово       | 2.347                         |
| Melnik         | Мелник            | 165                           |

## Makedonische Bulgaren
Die Eigenbezeichnung der bulgarischen Bevölkerung der Landschaft Makedonien, insbesondere des bulgarischen Teils dieser Region ist Makedonische Bulgaren (bulgarisch македонски българи; kurz Makedonier; bulgarisch Македонци). Diese Bulgaren identifizieren sich über ihre bulgarische Identität hinaus mit der historischen Region Makedonien. Bei näherer Betrachtung der historischen Entwicklung und der gegenwärtigen politischen Lage auf dem Balkan erweist sich dieser Begriff als höchst problematisch und politisch umstritten, da er von verschiedenen Seiten unterschiedlich interpretiert wird.
Die in Bulgarien übliche Kurzbezeichnung „Makedonier“ (bulg. македонец/makedonez) kann in der deutschen Übersetzung irreführend sein, da sie zu Verwechslungen führen kann mit dem Staatsvolk der Nordmazedonien bzw. mit der slawische Mehrheit dort, die sich auch als Makedonzi (Македонци; transl. Makedonci, siehe Mazedonier (slawische Ethnie)) bezeichnen. In der deutschsprachigen Literatur wird auch der unscharfe Begriff „bulgarisch-makedonische Bevölkerung“ verwendet.
Es handelt sich bei den Makedonischen Bulgaren nicht um eine eigene ethnische Gruppen der Bulgaren, sondern um eine regionale Identität, die von vielen Menschen dieser Region geteilt wird, die ein unterschiedliches nationales Selbstbewusstsein haben und verschiedene Sprachen sprechen.
Der Begriff „makedonische Bulgaren“ ist jedoch auch eine Kategorie der bulgarischen Ethnografie. Die nationale bulgarische Ansicht ist, dass die Vorfahren der heutigen Mazedonier unzweifelhaft immer Bulgaren gewesen seien. Die heutigen Mazedonier seien von den mazedonischen Kommunisten zwangsweise aus Bulgaren gemacht worden.

„Die Interpretation der Ethnogenese und Herausbildung der Südslawen in der Region Mazedonien von prähistorischen Zeiten bis heute, die von Propagandisten der Geschichte und von gelernten Historikern in Athen, Belgrad, Sofia, Thessaloniki und andernorts stammen, weichen so stark voneinander ab, dass sie völlig inkompatibel sind.“

Dementsprechend wird die Existenz dieser von bulgarischer Seite behaupteten Ethnie von serbischer, nordmazedonischer und griechischer Seite verneint. Der Begriff „makedonische Bulgaren“ wird in der internationalen Literatur jedoch selten verwendet.
Bulgarien geht seit Jahren massiv gegen die mazedonische Minderheit im Bezirk Blagoewgrad vor, die ihre Nationalität als Mazedonier angeben. Von offizieller bulgarischer Seite wird die Existenz dieser „ethnische Mazedonier“ in Bulgarien geleugnet und sie wendet den Begriff „Makedonier“ nur auf die bulgarische Mehrheitsbevölkerung der Oblast Blagoewgrad an.
Als „Makedonische Bulgaren“ im engeren Sinne, werden auch die bulgarischen Flüchtlinge aus den Gebieten der Landschaft Makedoniens bezeichnet, die während der Wirren der letzten 150 Jahre aus dem heutigen Griechenland und der heutigen Nordmazedonien Richtung Bulgarien – freiwillig oder gezwungen – ausgewandert sind. Im weiteren Sinne wird die bulgarische Bevölkerung von „Pirin-Makedonien“ als „Makedonische Bulgaren“ bezeichnet. Auch der sich ethno-national als bulgarisch definierende Teil der makedonischen Bewegung bezeichnet sich als „makedonische Bulgaren“.
Überschneidungen und widersprüchliche Angaben und Behauptungen gibt es mit der slawischen Ethnie Mazedonier, bei denen es sich um das Volk handelt, das wir heute als Mazedonier kennen und das bis ins 20. Jahrhundert hinein von außen, teilweise aber auch in der Selbstdefinition für Bulgaren (oder auch Serben) gehalten wurde.

„Beeinflusst von der Aufklärung und dem Philhellenismus wurden in Westeuropa an der Wende vom 18. zum 19. Jh. wieder die antiken Begriffe gebräuchlich, um die geographischen Gegebenheiten der europäischen Türkei zu bezeichnen. Damit kam es auch zur Wiederverwendung des historischen Landschaftsnamen Makedonien. ... Sowohl für die stark von panslawischen Gefühlen beeinflusste Generation, die sich in der Mitte des 19. Jh. gegen den dominieren griechischen Kultureinfluss wehrte, als auch für die Generation der Nationalrevolutionäre der 1892 gegründeten "Innere Mazedonische Revolutionäre Organisation" (VMRO), waren die Makedonier eine regionale Gruppe der bulgarischen Nation. In diesem Sinne wird Makedonier bis heute in Bulgarien gebraucht.“

## Makedonen: Slawische Ethnie oder regionale Identität
Einerseits gibt es Einwohner Bulgariens, des politischen bulgarischen Teiles des geographischen Makedonien, die sich auch heute noch als Angehörige einer regional-kulturellen Untergruppierung der bulgarischen Nation betrachten. In diesem Sinne, als regionale Identität, kann man den Begriff „Makedonische Bulgaren“ auch auf die Gegenwart bezogen durchaus gebrauchen.
Jedoch sollte diese heutige Bevölkerungsgruppe nicht mit der nationalen Identitäten der slawischsprachigen Bevölkerung des geographischen Makedoniens insgesamt verwechselt, vermischt werden oder ihr gar untergeordnet werden, da die Entwicklung der Makedonier im 20. Jahrhundert im bulgarischen, serbischen bzw. jugoslawischen und griechischen Teil Makedoniens deutlich verschieden verlief.
Der Begriff „Makedonische Bulgaren“, wie er im 19. und beginnenden 20. Jahrhundert verwendet wurde, um als Bezeichnung für die slawischsprachige Bevölkerung des geographischen Makedonien insgesamt zu dienen, ist zu unterscheiden vom gleich klingenden Begriff „Makedonische Bulgaren“, der sich auf eine Bevölkerungsgruppe im heutigen Bulgarien bezieht. Es handelt sich um zwei verschiedene Dinge, auch wenn sich das Identitätskonstrukt der letztgenannten auf die Traditionen der erstgenannten stützt. Aber auch das Identitätskonstrukt der heutigen mazedonischen Nation tut das. Da diese beiden Interpretationen miteinander unvereinbar sind, kommt es zu Meinungsverschiedenheiten unter Historikern, Politikern und Nationalisten, die versuchen, eine der beiden als die alleinrichtige durchzusetzen.

## Flüchtlinge
Flüchtlinge, die in Bulgarien die „Makedonischen Vereine“ (Verband der makedonischen Organisationen – bulg. Съюз на македонските организации; Organisationen der makedonischen Bulgaren – bulg. Oрганизация на македонските българки; Verband der makedonischen Kultur- und Bildungsvereine – bulg. Съюза на македонските културно-просветни дружества) gegründet haben, haben sich auch als Makedonen bezeichnet. Ebenso nennen sich deren Nachfahren, die nach 1990 den VMRO-BND gegründet haben, heute immer noch Makedonier – in Bezug auf die Region aus der sie stammen. Ansonsten betrachten sie sich als Bulgaren.

## Mazedonische Minderheit
In der Oblast Blagoewgrad, dem bulgarischen Teil der Landschaft Makedonien, betrachtet sich ein unbestimmter Anteil der Bevölkerung als „mazedonische Minderheit“. Sie sprechen die mazedonische Sprache, nach anderer Auffassung lediglich einen besonderen bulgarischen Dialekt. Diese andere Auffassung wird besonders von bulgarischer Seite vertreten, die auch weitgehend der mazedonischen Sprache den Status einer eigenen Sprache abspricht und sie stattdessen nur als Dialekt der bulgarischen Sprache anerkennt, da sich die Bulgarische Sprache und die Mazedonische Sprache als südslawische Sprachen nicht sehr stark voneinander unterscheiden.
Von bulgarischer Seite wird versucht diese Makedonier politisch nicht in Erscheinung treten zu lassen, da sie sonst offiziell als Minderheit, mit allen damit verbundenen Rechten, anerkannt werden müssten.
Amnesty International berichtet im Jahresbericht 2002 über Personen, gegen die in Blagoewgrad ein Verfahren eingeleitet wurde, weil sie in Flugblättern „die Bewohner der Region aufgefordert hatten, sich bei der Volkszählung als Mazedonier zu bezeichnen“. Dagegen wird von bulgarischer Seite argumentiert, dass es sich bei diesen Leuten (bulg. ОМО Илинден-Пирин) um eine verschwindend kleine Gruppe von 360 Personen handelt, die lediglich einen Anteil von 0,01 % an der Bevölkerung im Bezirk Blagoewgrad ausmacht und im gesamten Bulgarien nur 0,0048 % der Bevölkerung darstellen.
Auch im Jahresbericht 2007 von Amnesty International zu Bulgarien gab es Beschwerden über den Umgang mit der mazedonischen Minderheit in Bulgarien.

„Nach wie vor leugneten Behörden und Justiz die Existenz einer mazedonischen Minderheit in Bulgarien und beharrten auf ihrem Standpunkt, demzufolge es auch keine gesetzliche Verpflichtung gebe, sie zu schützen. Diese Politik wurde von allen im Parlament vertretenen Parteien unterstützt.
Im Oktober verweigerte das Stadtgericht von Sofia der politischen Partei OMO Ilinden PIRIN, die einen Teil der mazedonischen Minderheit in Bulgarien vertritt, die offizielle Zulassung, obwohl der Europäische Gerichtshof für Menschenrechte bereits im Oktober 2005 entschieden hatte, das bestehende Verbot der Partei stelle eine Verletzung der Rechte auf Versammlungs- und Vereinigungsfreiheit dar. Im November drängten der Berichterstatter des Europäischen Parlaments über Bulgarien sowie der für die EU-Erweiterung zuständige Kommissar der Europäischen Kommission die Regierung, OMO Ilinden PIRIN die offizielle Zulassung zu erteilen.“

Dem wird von bulgarischer Seite entgegengehalten, dass die laut Gesetz geforderte Anzahl von 500 Unterschriften zur Gründung einer Partei nicht aufgebracht wurde.